# Tóbis Portuguesa (Film)
Tóbis Portugesa ist ein Dokumentarfilm des portugiesischen Regisseurs Manuel Mozos aus dem Jahr 2010.
Der Film porträtiert die Entwicklung der Tóbis Portuguesa, einer 1932 gegründeten Filmproduktionsgesellschaft, die wesentlichen Anteil an der ersten Erfolgsphase des portugiesischen Kinos hatte und danach lange eine bedeutende technische Dienstleisterin für die Filmschaffenden des Landes blieb, bis sie sich ab 2007 auflöste und 2012 schließlich ganz verschwand. Neben den schwierig gewordenen Rahmenbedingungen in Folge der zunehmenden Wirtschaftskrise im Land (Eurokrise) waren es vor allem Versäumnisse im Übergang zum digitalen Zeitalter, die das Ende des Unternehmens besiegelten.

## Handlung
Anhand von Archivbildern und Aufnahmen der heutigen Tóbis Portuguesa wird die Entwicklung des Unternehmens durch die 75 Jahre ihres Bestehens gezeigt. Zunächst Geburtshelferin der erfolgreichen Comédias portuguesas, die maßgeblich die Entstehung einer tragfähigen Filmindustrie im Land ermöglichten, entwickelte sich das Unternehmen dann über eine Vielzahl technischer Weiterentwicklungen und sich ändernde gesellschaftliche, wirtschaftliche und filmische Rahmenbedingungen hin zu einem reinen Dienstleister für Film- und Fernsehproduktionen, aber auch für Filmarchive und Filmhistoriker.
Filmschaffende aus den verschiedensten Produktionsbereichen erzählen von ihrer Erfahrung und Beziehung zur Tóbis Portuguesa, sowohl filmische als auch technische Aspekte werden dabei beleuchtet. Dazu berichten Angestellte von technischen und personellen Entwicklungen im Unternehmen und zeigen dem Zuschauer die Anlagen.
Die bekannte Schauspielerin Ana Zanatti führt als Off-Sprecherin durch den Film.

## Produktion und Rezeption
Der Film wurde 2010 von der Filmproduktionsgesellschaft Pedro Éfe Produções produziert, mit finanzieller Unterstützung durch die Filmförderungsanstalt ICA (Instituto do Cinema e do Audiovisual) und den öffentlich-rechtlichen Fernsehsender RTP.
Der Öffentlichkeit wurde er erstmals am 9. September 2012 gezeigt, im öffentlich-rechtlichen Fernsehsender RTP2.